# Aritranis sardiniensis
Aritranis sardiniensis är en stekelart som beskrevs av Schwarz 2005. Aritranis sardiniensis ingår i släktet Aritranis och familjen brokparasitsteklar. Inga underarter finns listade.